# Ernie Parker
Pour les articles homonymes, voir Parker.
Ernest "Ernie" Frederick Parker, né le 5 novembre 1883 à Perth (Australie) et mort le 2 mai 1918 à Caëstre (France), est un joueur de tennis australien.
Il a notamment remporté les Championnats d'Australie en simple en 1913. Il avait également disputé la finale en 1908. En double, il remporta deux titres aux Championnats d'Australie, en 1909 et en 1913.

## Palmarès (partiel)

### Titre en simple messieurs
| No | Date       | Nom et lieu du tournoi            | Catégorie | Surface      | Finaliste    | Score              |  |
| -- | ---------- | --------------------------------- | --------- | ------------ | ------------ | ------------------ |  |
| 1  | 11-11-1913 | Australasian Championships, Perth | G. Chelem | Gazon (ext.) | Harry Parker | 2-6, 6-1, 6-2, 6-3 |  |

### Finale en simple messieurs
| No | Date       | Nom et lieu du tournoi            | Catégorie | Surface      | Vainqueur       | Score         |  |
| -- | ---------- | --------------------------------- | --------- | ------------ | --------------- | ------------- |  |
| 1  | ??-11-1909 | Australasian Championships, Perth | G. Chelem | Gazon (ext.) | Anthony Wilding | 6-1, 7-5, 6-2 |  |

### Titres en double messieurs
| No | Date       | Nom et lieu du tournoi           | Catégorie | Surface      | Partenaire  | Finalistes                 | Score              |  |
| -- | ---------- | -------------------------------- | --------- | ------------ | ----------- | -------------------------- | ------------------ |  |
| 1  | ??-11-1909 | Australasian Championships Perth | G. Chelem | Gazon (ext.) | J.Keane     | Tom Crooks Anthony Wilding | 1-6, 6-1, 6-1, 9-7 |  |
| 2  | 11-11-1913 | Australasian Championships Perth | G. Chelem | Gazon (ext.) | Alf Hedeman | Harry Parker Ray Taylor    | 8-6, 4-6, 6-4, 6-4 |  |